# Nepomuksäule (Horní Blatná)

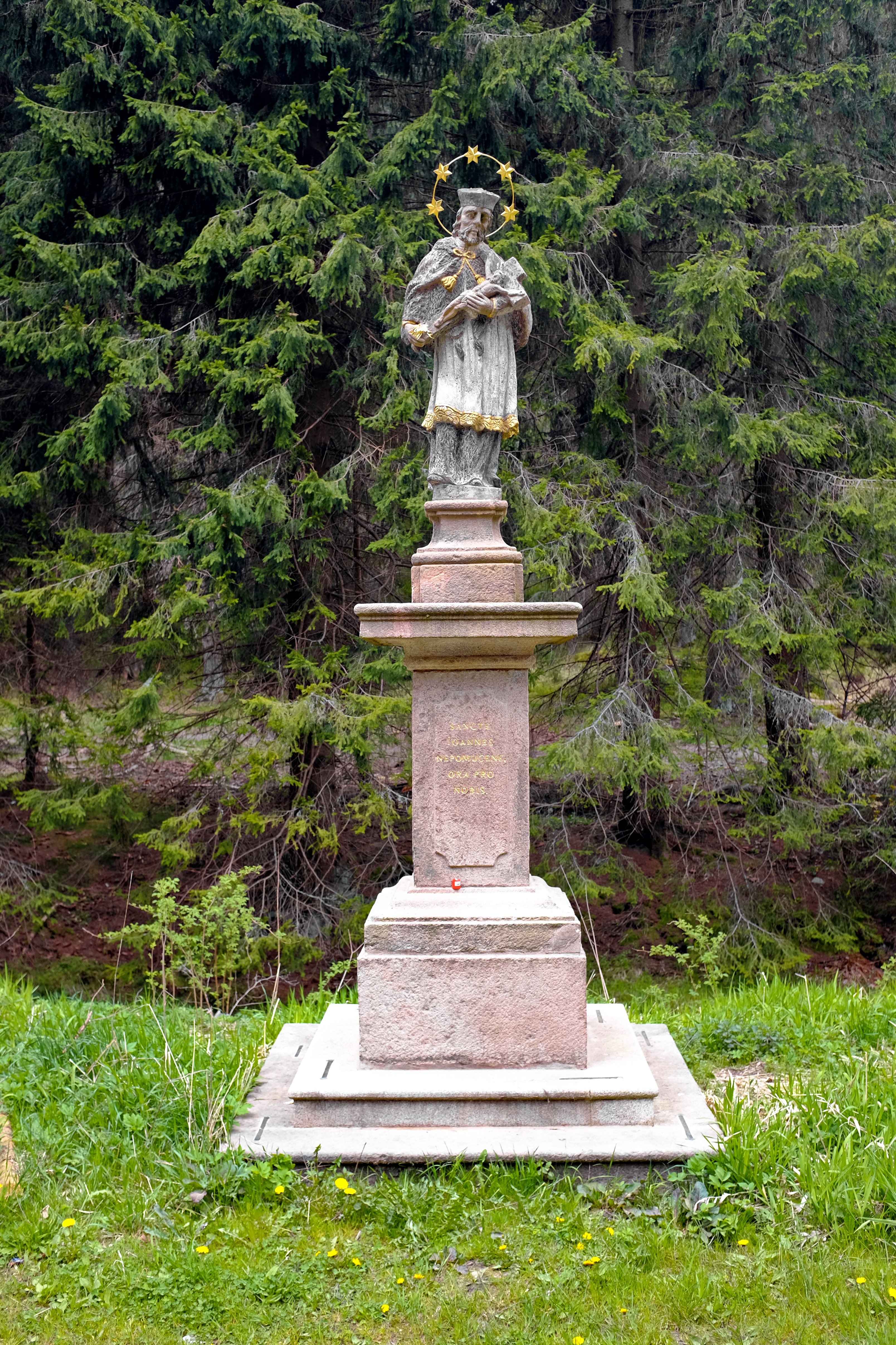
Nepomuksäule zwischen Horní Blatná und Potůčky (2020)

Die Nepomuksäule von Horní Blatná (Bergstadt Platten) ist eine freistehende barocke Bildsäule aus Sandstein, der Sockel der Säule besteht hingegen aus Granit. Die Nemouksäule wurde von einem unbekannten Bildhauer geschaffen. Das Denkmal zu Ehren des böhmischen Landesheiligen Johannes von Nepomuk entstand um 1700. Es steht an einer 2020 neuerrichteten Brücke über den Breitenbach an der Fahrstraße von Horní Blatná nach Potůčky (Breitenbach) im Erzgebirge. Gegenüber dem heutigen Standort der Säule, die sich zuvor in der Ortslage von Horní Blatná befand, stand bereits ein Kruzifix, dessen Sockel noch kürzlich vorhanden war.
Das Säule wurde unter der Registriernummer 808 in das Denkmalverzeichnis der Tschechischen Republik aufgenommen.

## Geschichte und Beschreibung
Auf zwei Granitstufen steht ein mehrfach gegliederter Sockel mit einer vorgesetzten, simsprofilierten Deckplatte, auf der die Statue des Heiligen Nepomuk steht. Im etwas hervorgehobenen Teil des Sockels befindet sich auf der Vorderseite folgende lateinische Inschrift:
SANCTE / 
IOANNES / 
NEPOMUCENE, /
ORA PRO /
NOBIS. (= Heiliger Johannes Nepomuk, bete für uns.)
Unweit der Nepomuksäule befand sich bis in das 20. Jahrhundert das Mittlere Blaufarbenwerk.